# James Brolin

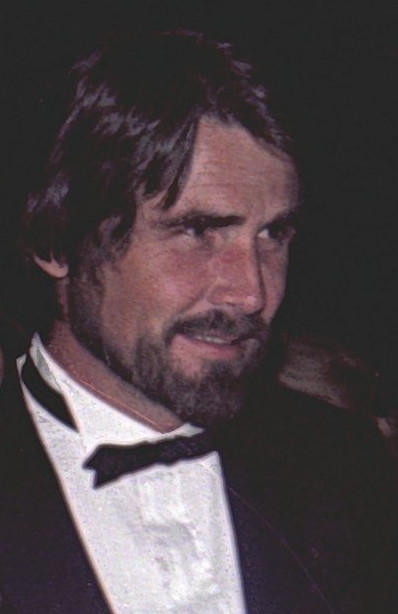
James Brolin (1981)

James Brolin, właściwie Craig Kenneth Bruderlin (ur. 18 lipca 1940 w Los Angeles) – amerykański aktor, reżyser i producent telewizyjny i filmowy.
27 sierpnia 1998 otrzymał własną gwiazdę w Alei Gwiazd w Los Angeles znajdujące się przy 7030 Hollywood Boulevard.

## Życiorys

### Wczesne lata
Urodził się w Los Angeles w stanie Kalifornia jako najstarsze z czwórki dzieci wykonawcy budowlanego Harry’ego Bruderlina i Helen Sue (z domu Mansur). Jego rodzina miała korzenie angielskie, szwajcarskie, niemieckie, szkockie, i irlandzkie. Po jego narodzinach rodzina przeniosła się do Westwood. Ma młodszego brata Briana i dwie młodsze siostry – Barbarę i Sue. Jako dziecko był zainteresowany zwierzętami i samolotami, zanim zaciekawiło go aktorstwo. Kiedy miał 10 lat budował modele samolotów i chciał lecieć jak one. W wieku 13–17 lat szczególnie był zachwycony aktorstwem Jamesa Deana. Gdy miał 15 lat, jego rodzice zaprosili na kolację hollywoodzkiego producenta i reżysera Williama Castle, który z kolei zaprosił go na przesłuchanie do roli w filmowej Columbia Pictures. Uczęszczał na wydział teatralny do Santa Monica City College w Santa Monica. Zachęcony początkiem kariery o rok młodszego kolegi Ryana O’Neala, który poprzez casting trafił do filmu, w 1958 roku ukończył studia na wydziale teatralnym Uniwersytetu Kalifornijskiego w Los Angeles.

### Kariera
Po raz pierwszy na małym ekranie pojawił się w jednym z odcinków serialu ABC Przystanek autobusowy (Bus Stop, 1961) i sitcomie ABC Margie (1962). Na kinowym ekranie zadebiutował w komedii Biorę ją, ona jest moja (Take Her, She’s Mine, 1963) u boku Jamesa Stewarta i komedii romantycznej fantasy Do widzenia, Charlie (Goodbye Charlie, 1964) jako gość na przyjęciu z udziałem Tony’ego Curtisa, Ellen Burstyn, Michaela Jacksona i Waltera Matthau. Wystąpił potem w trzech odcinkach serialu fantasy ABC Batman (1966, 1967), seryjnym westernie NBC Ważniejsze niż przyjaźń (The Virginian, 1969), gdzie swoje kariery rozpoczynali także Tom Skerritt, Leonard Nimoy, Bruce Dern, Kurt Russell, William Shatner, Charles Bronson i Harrison Ford. Uznanie w oczach krytyki zdobył rolą doktora Stevena Kileya w serialu medycznym ABC Marcus Welby, lekarz medycyny (Marcus Welby, M.D. 1969–76), za którą otrzymał nagrodę Emmy (1970) i dwukrotnie Złoty Glob dla najlepszego aktora drugoplanowego w serialu, miniserialu lub filmie telewizyjnym (1971, 1973).
Stał się znany również z filmów kinowych – Droga Brigitte (Dear Brigitte, 1965), Fantastyczna podróż (Fantastic Voyage, 1966), Sprawa w Kapsztadzie (The Cape Town Affair, 1967), Terror w przestworzach (Skyjacked, 1972), Świat Dzikiego Zachodu (Westworld, 1973), Gable i Lombard (Gable and Lombard, 1976), Samochód (The Car, 1977), Koziorożec jeden (Capricorn One, 1978), The Amityville Horror (1979) i Ryzykowna gra (High Risk, 1981). Kandydował do roli Jamesa Bonda w filmie Ośmiorniczka (1983), którą ostatecznie objął Roger Moore. W komedii familijnej Tima Burtona Wielka przygoda Pee Wee Hermana (Pee-wee’s Big Adventure, 1985) sparodiował postać Jamesa Bonda jako P.W./PeeWee, przyjaciel Dottie granej przez Morgan Fairchild. Na długo został w pamięci telewidzów jako Peter McDermott, właściciel hotelu św. Gregory’ego w San Francisco w operze mydlanej ABC Hotel (1983–88) oraz w roli podpułkownika Billa „Ravena” Kelly’ego w serialu Baza Pensacola (Pensacola: Wings of Gold, 1997–2000). Za swój debiut reżyserski filmu sensacyjnego Mój brat wojenny (My Brother’s War, 1997), gdzie zagrał wraz ze swoim synem Joshem i Jennie Garth, odebrał nagrodę Hollywood Discovery na festiwalu filmowym w Los Angeles.
Pozostał jednym z najbardziej szanowanych aktorów swojego pokolenia. Znalazł się w obsadzie dreszczowca Stevena Soderbergha Traffic (2000), biograficznego dramatu kryminalnego Stevena Spielberga Złap mnie, jeśli potrafisz (Catch Me If You Can, 2002), komedii fantasy Mistrz kamuflażu (The Master of Disguise, 2002) i komedii romantycznej Męska rzecz (A Guy Thing, 2003). Nominację do nagrody Złotego Globu przyniosła mu również postać Ronalda Reagana w biograficznym dramacie telewizyjnym Reganowie (The Reagans, 2003). Pojawił się też gościnnie w serialu NBC Detektyw Monk (Monk, 2005).

## Życie prywatne
W latach 1966–1984 był mężem Jane Cameron Age, z którą ma dwóch synów – aktora Josha (ur. 12 lutego 1968) i Jessa (ur. 7 lutego 1972); od 1986 do 1995 jego żoną była Karin Jan Smithers, z którą ma córkę Molly Elizabeth (ur. 28 listopada 1987). Od maja 1997 spotykał się z Barbarą Streisand, którą poślubił 1 lipca 1998.

## Filmografia

### Filmy fabularne
- 1965: Ekspres Von Ryana (Von Ryan’s Express) jako szeregowiec Ames
- 1966: Way... Way Out jako Ted Robertson
- 1966: Fantastyczna podróż (Fantastic Voyage) jako technik
- 1968: Dusiciel z Bostonu (The Boston Strangler) jako sierżant Phil Lisi
- 1972: Terror w przestworzach (Skyjacked) jako Jerome K. Weber
- 1973: Świat Dzikiego Zachodu (Westworld) jako John Blane
- 1976: Gable i Lombard (Gable and Lombard) jako Clark Gable
- 1977: Samochód (The Car) jako Wade Parent
- 1978: Koziorożec 1 (Capricorn One) jako komandor Charles Brubaker
- 1979: The Amityville Horror jako George Lutz
- 1981: Ryzykowna gra (High Risk) jako Stone
- 1991: Ted i Wenus (Ted and Venus) jako Max Waters
- 1992: Bliźniaczki (Twin Sisters) jako Michael Mallory
- 1992: Gas, Food Lodging jako John
- 1994: Oblicza strachu (Relative Fear) jako detektyw Atwater
- 1994: Morderczy eksperyment 2 (Indecent Behavior II) jako Liam O’Donnell
- 1994: Test prawdy (Parallel Lives) jako profesor Spencer Jones
- 1995: Śladami mordercy (Tracks of a Killer) jako David Hawkner
- 1995: Ekspert (The Expert) jako Warden Munsey
- 1997: Lewis, Clark i George (Lewis & Clark & George) jako Czcigodny Red
- 1997: Żegnaj Ameryko (Goodbye America) jako Ed Johnson
- 1997: Na śmierć i życie (Savate) jako pułkownik Jones
- 2000: Traffic jako generał Ralph Landry
- 2002: Mistrz kamuflażu (The Master of Disguise) jako Fabbrizio
- 2002: Złap mnie, jeśli potrafisz (Catch Me If You Can) jako Jack Barnes
- 2003: Męska rzecz (A Guy Thing) jako Ken Cooper
- 2006: Alibi (The Alibi) jako Robert Hatch
- 2010: Ostatnia wola (Last Will) jako detektyw Sloan
- 2010: Burleska (Burlesque) jako pan Anderson
- 2011: Ostatnia wola (Last Will) jako det. Sloan
- 2011: Gry małżeńskie (Love, Wedding, Marriage) jako Bradley
- 2014: Elsa i Fred (Elsa & Fred) jako Max
- 2015: Accidental Love jako Buck McCoy
- 2015: 33 jako Jeff Hart
- 2015: Nasza nowa rodzina jako Ed
- 2015: Siostry jako Bucky Ellis
- 2017: Being Rose jako Max

### Filmy TV
- 1982: Mae West jako Jim Timony
- 1983: Hotel jako Peter McDermott
- 1990: Koszmar na trzynastym piętrze (Nightmare on the 13th Floor) jako dr Alan Lanier
- 1991: Odpowie ci morze (And the Sea Will Tell) jako Mac Graham
- 1994: Dzieje Apostolskie (The Visual Bible: Acts) jako Szymon Piotr
- 1996: Tajemnice rodzinne (To Face Her Past) jako Greg Hollander
- 1998: Małżeństwo z rozsądku (Małżeństwo z rozsądku) jako Mason Whitney
- 2003: Reaganowie (The Reagans) jako Ronald Reagan
- 2005: Koniec świata (Category 7: The End of the World) jako Donny
- 2006: Weselne wojny (Wedding Wars) jako gubernator Conrad Welling

### Seriale TV
- 1961: Przystanek autobusowy (Bus Stop)
- 1969–76: Marcus Welby, lekarz medycyny (Marcus Welby, M.D.) jako dr Steven Kiley
- 1983–88: Hotel jako Peter McDermott
- 1997–2000: Baza Pensacola (Pensacola: Wings of Gold) jako podpułkownik Bill „Raven” Kelly
- 2005: Detektyw Monk (Monk) jako Daniel Thorn
- 2012: Blackout jako Terrance Danfield
- 2013–14: Castle jako ojciec Richarda Castle’a
- 2015–19: Scenki z życia (Life in Pieces) jako John Short
- 2021: Łasuch (Sweet Tooth) jako narrator